# كولت إم.كيه-12
الكولت-براونينج إم.كيه-12 هو مدفع طائرة 20 مم استخدم على نطاق واسع في البحرية الأمريكية بعد الحرب العالمية الثانية.

## التطوير
يعد الإم.كيه-12 اشتقاقا متقدما من مدفع الحرب العالمية الثانية هيسبانو-سويزا إتش إس.404 والذي استخدم في العديد من الطائرات الأمريكية والبريطانية خلال هذه الحرب. حمل المدفع مقذوفا أخف ولكن شحنة أكبر لتكون سرعة الفوهة أسرع وليكون معدل إطلاق النار أفضل ولكن جاء هذا على حساب قوة الارتطام. دخل المدفع الخدمة في البحرية الأمريكية وقوات مشاة البحرية الأمريكية في منتصف الخمسينات وحل محل مدفع البحرية القديم إم-3.
كان الإم.كيه-12 أقل من المطلوب والمتوقع منه أثناء الخدمة. فعى الرغم من أن معدل إطلاق النار والسرعة الابتدائية كانا مقبولين إلا ان المدفع لم يكن دقيقا وكثيرا ما كان لا يعتمد عليه. رحب طيارون الإف-8 كروسادر في حرب فييتنام بالمدفع ولكن كثبرا ما كان يتوقف عن العمل وتحصل انسدادات بعد عدة مناورات حادة في عراك الكلاب.
رغم ذلك، كان الإم.كيه-12 المدفع الأساسي في كل مقاتلات البحرية ومشاة البحرية المزودة بالمدافع من بداية الخمسينات حتى نهاية الستينات. استخدم المدفع في طائرات إف-4 دي سكاي راي، إف-3 إتش ديمون إيه-4 سكاي هوك، إف-8 كروسادر والطرازات التي أعدت للبحرية من الطائرة إيه-7 كورسير.